# Сучевица (монастырь)
Монастырь Сучевица (рум. Mănăstirea Suceviţa) — православный монастырь на северо-востоке Румынии, в южной части исторической области Буковина. Располагается в селе Сучевица вблизи одноимённой реки, в 18 км от города Рэдэуци (жудец Сучава). Монастырь был построен в 1585 году Иеремией и Симоном Могила.

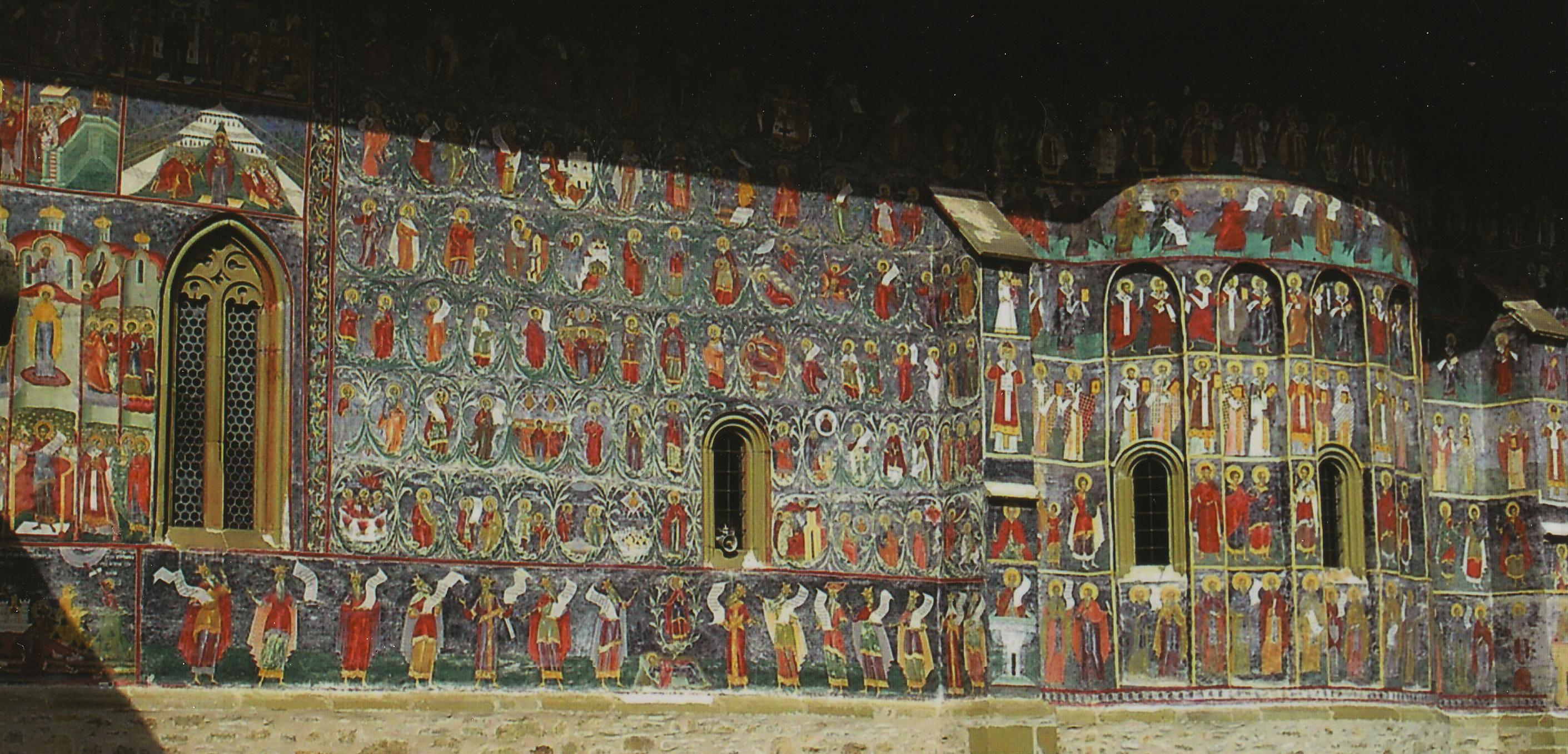
Фрагмент росписи

Архитектурный облик монастыря содержит византийские и готические элементы, а также элементы декора, характерные для раскрашенных церквей Молдавии. Монастырь внутри и снаружи покрыт росписями, которые имеют большую художественную ценность, иллюстрируя сцены из Ветхого и Нового Заветов. 
Монастырский комплекс имеет квадратную форму (100 на 104 метров) и окружён высокими (6 метров в высоту и 3 метра в ширину) стенами. Помимо этого на каждом углу располагаются по одной оборонительной башне. В настоящее время в одной из стен комплекса находится музей, в котором собрана большая коллекция предметов искусства и истории.
В начале 1950-х в монастыре находили поддержку антикоммунистические партизаны Гаврила Ватаманюка.
В 2010 году монастырь был включён в список объектов Всемирного наследия ЮНЕСКО (расширение существовавшего с 1993 года объекта Всемирного наследия Церкви исторической области Молдова).